# والتر ميلزر
والتر ميلزر (7 أكتوبر 1894 - 23 يونيو 1961) جنرالًا في فيرماخت ألمانيا النازية خلال الحرب العالمية الثانية الذي قاد الفيلق الثالث والعشرين. حصل على وسام الفارس الصليبي الحديدي.

## الجوائز والأوسمة
- الصليب الحديدي (1914) الدرجة الثانية (9 أغسطس 1915) والدرجة الأولى (10 مارس 1918) [1]
- مشبك الصليب الحديدي (1939) الدرجة الثانية (16 سبتمبر 1939) والدرجة الأولى (3 أكتوبر 1939)
- الصليب الألماني من الذهب في 11 فبراير 1943 مثل أوبرست في غرينادير فوج 694 [2]
- وسام الفارس الصليبي الحديدي بأوراق البلوط
  - صليب الفارس في 21 أغسطس 1941 بصفته أوبرست وقائد فرقة المشاة 151 [3]
  - بأوراق البلوط في 23 أغسطس 1944 كجينيرال لوتنانت وقائد فرقة المشاة 252 [4]